# یواس‌اس سون (اس‌پی-۷۲۷)
یواس‌اس سون (اس‌پی-۷۲۷) (به انگلیسی: USS Seven (SP-727)) یک کشتی بود که طول آن ۲۰ فوت (۶٫۱ متر) بود. این کشتی در سال ۱۹۱۷ ساخته شد.